# كيمبرلي خيمينيز
كيمبرلي ماري خيمينيز رودريغيز (من مواليد 20 فبراير 1997) هي عارضة أزياء دومينيكية وبورتوريكية وحاملة لقب ملكة جمال جمهورية الدومينيكان 2020 ، مثلت الدومينيكان في مسابقة ملكة جمال الكون 2020 ، حيث احتلت المركز الرابع. 